# マケドニア王国

マケドニア王国
Μακεδονικό βασίλειο (ギリシャ語)

マケドニア王国（紀元前336年頃）。

マケドニア王国（マケドニアおうこく、ギリシア語: Μακεδονικό βασίλειο）は、紀元前7世紀に古代ギリシア人によって建国された歴史上の国家である。現在のギリシャ共和国西マケドニア地方・中央マケドニア地方の全域と、北マケドニア共和国南東部ドイラン・ボグダンツィ・ゲヴゲリヤおよび南西部レセン・オフリド各基礎自治体の一部、ブルガリア・ブラゴエヴグラト州のギリシャとの国境地帯、アルバニアのポグラデツ県・コルチャ県・デヴォル県の一部にまたがる地域にあった。北西ギリシア方言群のひとつであるマケドニア方言を話した。

## 歴史

### 成立からコリントス同盟まで
マケドニア最初の王朝であるアルゲアス朝はドリス系のギリシア人により建国されたとされる。都市国家を形成せず、一夫多妻制を取るなど、古代ギリシアの他の地域とは違う制度を有していたこともあり古代ギリシャ史において「異民族」として扱われてきた一方、言語と宗教は古代ギリシアの諸ポリスと同一であったと考えられる。また、アルゲアス朝はギリシャ神話の神であるヘーラクレースの血を引くと称し、アレクサンドロス1世が古代オリンピックにも参加した。
ギリシアとアケメネス朝（ペルシア）の中間に位置したマケドニアは、自らがギリシア人であることを自覚していたが、ペルシア戦争ではアレクサンドロス1世の指導のもと、ペルシア側についた。しかし、ペルシア戦争中も親ギリシア的な姿勢を崩さなかった。戦後、ギリシア地域へのペルシアの影響力が後退すると、親ギリシア的政策をますます推し進め、同盟を結んだり、人質を有力国へ送ったりして、友好を図った。
アレクサンドロス1世の子に当たるペルディッカス2世の時にペロポネソス戦争が起きたが、マケドニアはこれに参戦せず、領土を拡張しつつ、国内を整備して国力の向上に努めた。またそれまでアイガイ（現ヴェルギナ）にあった都を、やや北方のペラに移した。ペルディッカスの子アルケラオス1世は積極的にギリシア文化の受容を図ったが、これは文学などの受容にとどまり、社会体制の変革を伴うものとはならなかった。
紀元前399年、アルケラオスは暗殺された。この後、王位継承争いが起きるとともに、イリュリアからの攻撃をたびたび受け、国内は長く安定しなかった。紀元前359年、ピリッポス2世が兄ペルディッカス3世の戦死を受け、兄の遺児アミュンタス4世の摂政となり、間を置かずして甥を退けマケドニア王に即位した。当時の強国の一つだったテーバイに3年の間人質として滞在し、その政治や軍事を学んだピリッポス2世は、ギリシア先進文化を積極的に取り入れ、国政の改革や国力の増強に努めた。そして紀元前338年、カイロネイアの戦いでアテナイ・テーバイ連合軍に勝利し、翌紀元前337年にはスパルタを除く全ギリシアを統一するコリントス同盟を結成し、その盟主となった。

### アレクサンドロス大王

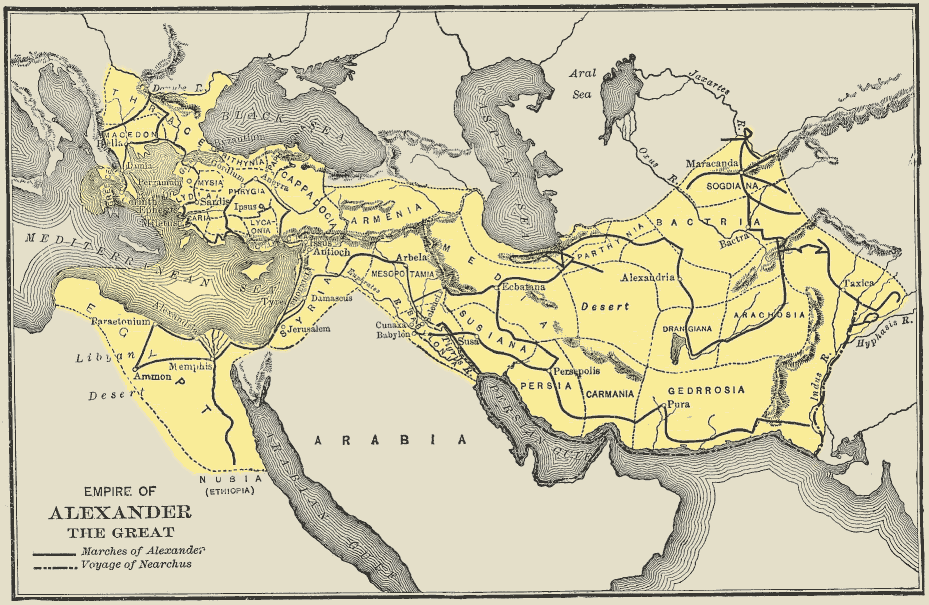
マケドニア王国（アレクサンドロス3世時代）の最大版図

紀元前336年、ピリッポス2世が暗殺され、その息子アレクサンドロス3世（大王）が後を継いだ。アレクサンドロスは紀元前334年にペルシアへの遠征を開始し、紀元前333年のイッソスの戦いでペルシア王ダレイオス3世の軍を打ち破り、アルベラ・ガウガメラの戦いで再びダレイオス3世率いるペルシア軍を撃破し、ペルシア征服を実現させる。
ペルシアの征服に成功したのちもアレクサンドロスの東方への遠征は続き、インドの外辺まで支配下に治めた。この世界帝国の実現によって、ギリシアの文化や考え方が各地へと広まるだけでなく、東西文化の交流や民族の融合が盛んになった（ヘレニズム）。

### ディアドコイ戦争
紀元前323年、アレクサンドロスが後継者を決めないまま急逝すると、配下の将軍たち（ディアドコイ）によるディアドコイ戦争が勃発した結果、アルゲアス朝は断絶した。ヨーロッパ側領土にはアンティパトロス朝、リュシマコス朝が立ち、アンティゴノス朝が小アジアに拠り、三者の争いの中でアンティゴノス朝が生き残った。アレクサンドロスの帝国はマケドニアのアンティゴノス朝、エジプトのプトレマイオス朝、シリアのセレウコス朝の3つに分裂した。

### マケドニア戦争と滅亡
その後マケドニアは、地中海世界に勢力を拡大する共和政ローマの圧力に直面することとなった。第一次マケドニア戦争（紀元前214年 - 紀元前205年）では勢力を保てたものの、第二次マケドニア戦争（紀元前200年 - 紀元前196年）に敗れたのち、第三次マケドニア戦争（紀元前171年 - 紀元前168年）の敗北によって、ペルセウスは捕虜となり廃位、アンティゴノス朝は滅亡して、マケドニアは4つの共和国に分割された。第四次マケドニア戦争（紀元前149年 - 紀元前148年）での反乱がローマに鎮圧されると、紀元前148年にローマの属州の一つ（マケドニア属州）となった。

## 国家改革
当時ギリシア世界で最も先進国であったテーバイで学んだ知識を活かし、ピリッポス2世は積極的に国家改革を推し進めていった。
ピリッポス2世が改革を実施する以前は、マケドニアは貧しく、山野に放牧して暮らしていた。地域も豪族による世襲支配が根付いており、同じく豪族社会であったホメーロス時代の遺産が健在であった。ピリッポス2世はギリシア先進地帯を手本とし、ポリスを作ることによって牧羊民が安心して暮らせるようにし、市民共同体も創始した。また、同時に地域を支配する豪族を宮廷貴族とすることによって、中央集権的な体制も整えていった。パンガイオンの金鉱山やトラキア交易地点なども確保し、財政も豊かになった。
軍隊にも改革を施し、「王の仲間」の意である精鋭騎兵隊ヘタイロイに続き、ペゼロイタイという精鋭重装歩兵部隊も創始した。ペゼロイタイも「王の仲間」という意味があり、これによって王と民衆の距離が縮まり、連帯精神や仲間意識が育まれた。マケドニアでは、王があらゆる決定権を持つが、民衆も王に対して決定権を持つことがあった。マケドニア民会は、王位継承の際には、次王の後継者を多数決で選ぶことができた。こうして、王と民の距離はさらに近いものとなり、彼らの絆は忠誠心だけではなく、仲間意識でも構成されていた。この仲間意識はファランクスにおいて極めて重要な概念であり、重装歩兵部隊はさらに強固なものとなった。
ファランクスの武器はサリッサという5m以上にも及ぶ長大な槍を採用し、これは通常のポリス軍が持つ2.5m前後の槍を遥かに凌ぐ大きさであった。攻撃力は凄まじいが、その代償として両手で槍を持たねばならず、盾は肩から掛ける軽いものになり、防御力は低下した。確かに攻撃力はギリシア随一であったが、従来の槍を装備したファランクスに敗れることもあり、無敵ではなかった。
このように国家改革を推進したピリッポス2世は、ギリシアで新興国だったマケドニアを強国に変貌させ、覇を唱えるまでになった。彼はアテーナイのイソクラテスの指導に従い、アケメネス朝を打倒すべく東方遠征の準備に取りかかることになる。

## オリュンピア祭

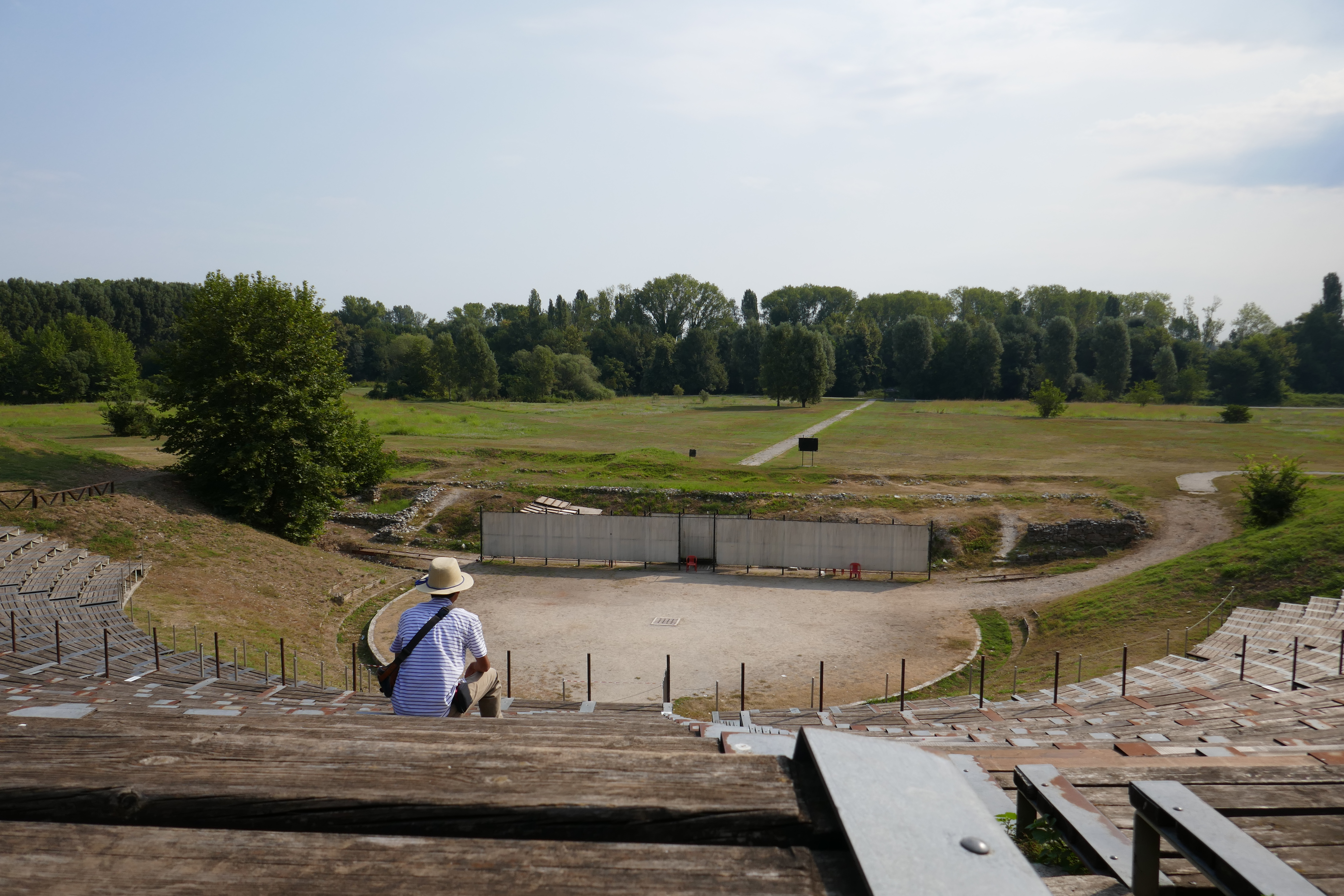
ディオン遺跡にある劇場

マケドニアは古くから全ギリシア祭典であるオリュンピア祭に参加していた。初めて古代オリンピック（紀元前496年）に参加したマケドニア王は、アレクサンドロス1世である。彼はヘーラクレースを祖先とするマケドニアの建国伝説を語り、ヘラノディコスからギリシア人であると認められた。アレクサンドロス1世はスタディオン走で同着1位となり、その結果決勝の再レースが行われたが、そこで敗れてしまい、結局スタディオン走優勝者のリストに彼の名前が入ることはなかった。
アレクサンドロス1世のオリュンピア祭参加は、マケドニアの親ギリシア政策による捏造であるとする説もあるが、現在のところオリュンピア祭参加を事実とする説の方が極めて主流である。オリュンピア祭はギリシア人にとって公の祭典であり、それに関する出来事はギリシア世界において周知の事実であって、捏造することは極めて困難であるからである。捏造説はボルザを代表とする少数の研究者グループしか主張しておらず、彼ら以外の殆ど全ての研究者は事実説を取っている。このことからも、アレクサンドロス1世のオリュンピア祭参加は事実と見てまず間違い無い。
その後、アルケラオス1世もオリンピア祭に参加したと伝えられている。彼はデルポイの全ギリシア的大祭であるピュティア祭にも参加したとの記述がある。優勝者リストに彼の名前が無いことから、これも捏造とする説もあるが、真偽の程は歴史の闇に葬られたままである。また、アルケラオス1世はマケドニアにあるディオンというゼウスの神域に「ディオンのオリンピア祭」という全ギリシア的祭典を創始した。この祭典には、マケドニア人を始めとする多くのギリシア人が参加しに来たという。
アルケラオス1世から40年間は、マケドニアは停滞と混乱の暗黒期に入り、オリュンピア祭に関心を寄せていても出場できる状況ではなかった。これを打ち破ったのがピリッポス2世であり、彼は即位後初のオリュンピア競技に出場し、見事優勝を勝ち得た。これを記念し、オリュンピアにちなみ、いまだ幼名であった妻に「オリュンピアス」という名前を付けた。また、オリュンピアスの生んだ息子の名前を、マケドニア史上初のオリュンピア競技参加者であるアレクサンドロス1世から取り、アレクサンドロス3世と名付けた。
アレクサンドロスは、オリュンピア祭には並々ならぬ敬意を払っていたが、参加することはなかったようである。アレクサンドロスの足の速さに驚嘆した侍従はオリュンピア祭参加を勧めたが、彼は「参加者が皆、王であるならば参加しよう」と言い、結局参加しなかったという。

## 建国神話
マケドニアの建国神話は、異説もあるが、最も有名なのはヘロドトスの伝える建国神話である。
ヘーラクレースの曾孫であったテメノスがアルゴスの王位を継承し、その子供たちがテメノスの王位継承を巡って争いを起こした。この時、敗れたペルディッカス1世は兄たちと共にレバイアという上マケドニアの町に亡命したが、ここで凶兆が現れたとして更に追放された。ペルディッカス1世は兄たちを引き連れて更に放浪とし、最終的にはミダスの園と呼ばれる場所の近くに定住した。そこを拠点として彼らは周囲の土地を征服し、マケドニア王家を創始した。
したがって、マケドニア王家はアルゴスを故郷とし、更にヘーラクレースの血を引く由緒正しき英雄の血筋であるとした。